# Christina Catharina Lindberg
Christina Catharina Lindberg, död efter 1770, var en svensk skådespelerska, en av stjärnorna inom svensk teater på 1760-talet.  
Den 15 november 1749 gavs en recett-föreställning för "mlle Londberg" i Stora Bollhuset i Stockholm; samma aktris tros ha spelat Agnes i Qvinno-skolan 1743 och 1746. "Mlle Londberg" anses ha varit samma person som Lindberg, som blev en av de mest kända kvinnliga stjärnorna hos Petter Stenborgs sällskap. Hon är bekräftad som medlem hos Stenborg 1765. 
Den 8 december 1767 gjorde hon rollen som kurtisanen Milwoud i Den Londonske köpmannen eller Georg Barnwells historia (översatt av Nils Öhrvall), som truppen första gången spelat i Göteborg och som nu gavs som hennes recett. Den 18 februari 1769 skrev Anders Berch den yngre i tidningen Posten: 
"Vi se intet, som hindrat mamsell Lindberg, som är en berömvärd aktris, att hon öfverträffat mamsell Clairon i Paris, om upmuntran ej felades".
Hon och Johanna Löfblad tycks ha räknats som den svenska teaterns främsta skådespelerskor på 1760-talet. Av teaterns höst- och vårterminens 36 föreställningar 1770 gavs en för välgörenhet och fyra som recetter; till Lars Lindberg, Jean Löfblad, Anders Fogelberg, "Madam Vougt", och Lindberg, som torsdagen 8 februari 1770 spelade i Den Tankfulle och Illfänige friaren.  
Hon var en av de få skådespelare som hade ett skriftligt kontrakt med truppens direktör; i september 1770 sades att sådana endast upprättats (förutom för Jean Löfblad och Johanna Catharina Enbeck, som var truppens stjärnor), med Anders Hagendorf och Lindberg "hvilka dock numera ifrån direktören Stenborg trupp sig skilt".
Det noteras dock att en "Mlle Lindberg" var anställd vid Stenborgska sällskapet 1770-74.